# B gata H kei
B gata H kei (B型H系? letteralmente Tipo B, stile H) è un manga yonkoma realizzato da Yōko Sanri e pubblicato dalla Shūeisha dal 2004 al 2011. Il manga è stato adattato in un anime televisivo dalla Hal Film Maker, le cui trasmissioni sono iniziate in Giappone il 1º aprile 2010 sul canale Kyoto Broadcasting System e terminate il 17 giugno 2010 con 12 episodi.
La storia di B gata H kei ruota principalmente intorno ai desideri salaci d'una liceale affascinante e sensuale, il cui presunto svantaggio d'essere ancora vergine la porta a far la corte ad un ragazzo piuttosto mediocre ed insignificante della sua classe: non ha ancora avuto rapporti sessuali ma sogna già d'arrivare ad averne almeno cento. Sempre sospesa in un vaporoso delirio erotico, nel manga s'allude anche ad abitudinari atti d'autoerotismo da parte sua.

## Trama
Yamada è una graziosa quindicenne ossessionata dal sesso la quale, appena entrata alle scuole superiori, si è posta come obiettivo massimo a cui aspirare quello di avere rapporti sessuali con almeno cento differenti ragazzi (i suoi futuri sex friend come li chiama). Tuttavia Yamada si trova ad esser ancora piuttosto insicura, timida ed oltretutto vergine, il che si pone chiaramente come un ostacolo per il felice adempimento del proprio obbiettivo (ciò la porta a scappar da qualsiasi ragazzo che tenti d'approcciarla per la strada).
Per risolvere questo problema, al fine cioè di superare la barriera mentale che pare irrimediabilmente bloccarla, Yamada si prefigge di consumare la sua "prima volta" con un ragazzo altrettanto inesperto e vergine quanto lei, col quale si sarebbe così trovata in una condizione di parità, e lo individua velocemente nel suo compagno di classe Takashi Kosuda.
Avendolo così promosso a candidato idoneo tenta in vari modi di sedurlo; Takashi tuttavia risulterà esser piuttosto spaventato (oltre che confuso) dalle avances dimostratele dalla compagna e dai vari tipi di attenzione che la ragazza gli riserva. Yamada dal canto suo inizia invece a sviluppare sentimenti sempre più sinceri nei confronti dell'amico, che di fatto diventerà ben presto il suo unico interesse dominante.
Un po' alla volta scoprirà i suoi veri sentimenti, ciò permetterà di giungere alla trasformazione di Takashi nel suo "grande amore" (e non solo il primo "numero" d'una lunga lista come aveva inizialmente preventivato) anche se in un primo momento non lo capisce ancora molto chiaramente. Infine anche il ragazzo si innamorerà di lei e dopo ben due dichiarazioni (rifiutate dalla ragazza) riuscirà anch'egli a pensare a lei in un modo del tutto speciale.
Però ad ostacolare il loro rapporto arrivano presto la bellissima compagna di classe Kyōka Kanejō (rivale di Yamada per la sua bellezza), nonché il fratello di lei Keiichi il quale si troverà immediatamente innamorato di Yamada; oltre a molti altri personaggi con una svariata serie di eventi.

## Personaggi

### Famiglia Yamada
- Yamada (山田?, Yamada):

Doppiata da: Yukari Tamura
Protagonista della vicenda, Yamada è una bella quindicenne civettuola, vivace, entusiasta ed impertinente: piuttosto popolare fra i suoi compagni di scuola ma introversa con gli estranei. È anche molto dotata negli studi e nello sport, ma è un po'  debole in economia domestica. Letteralmente ossessionata dal sesso, ed il suo più impellente scopo è quello di perdere al più presto la verginità per potersi così poi tranquillamente concedere ad almeno cento differenti partner. Ciò nonostante finisce per concentrarsi esclusivamente sull'ingenuo Takashi Kosuda, anch'egli vergine. Nonostante i suoi così audaci obiettivi, Yamada risulta esser decisamente inesperta ed ingenua, al punto di rimanere shockata al solo intuire l'erezione di Takashi.
I più reconditi segreti della sua personalità sono a conoscenza solamente della sorellina e dell'amica del cuore; Ad aiutarla, per portare a buona esecuzione le sue idee, sarà il suo demone erotico personale che assume l'aspetto di una versione chibi di Yamada.
- Demone erotico di Yamada (山田のエロ神様?, Yamada no ero-gami):

Doppiata da: Rumi Shishido
La divinità sessuale personale della bella adolescente, colei che deve continuare a motivare Yamada nella ricerca d'una vita sessuale attiva. Abbigliata con un kimono maschile e dotata di un paio di grandi baffi bianchi, vola fluttuante sopra una nuvoletta rosa. Funge a volte anche da narratore ricapitolando eventi passati. Gli dà consigli pratici durante il sonno, ma la sua consulenza viene immancabilmente dimenticata dopo il risveglio.
- Chika Yamada (山田 チカ?, Yamada Chika):

Doppiata da: Asami Shimoda
14 anni, è la sorella minore di Yamada, tipo caratteriale lolicon. Si è dimostrata in più di un'occasione ben più sveglia della sorella nonostante l'ancor giovane età, ed altrettanto apprezzata dai ragazzi (se ne porta in casa a frotte), benché non sia ossessionata dal sesso come Yamada. Vede chiaramente ciò che sta accadendo nella vita amorosa della sorella, ma riesce a rimanere perfettamente neutrale: è un "piccolo diavolo" che si diverte a farsi coinvolgere nelle idee strampalate della sorella.
Alla costante ricerca dell'unico e solo uomo perfetto per sé, utilizza spesso la sua "carineria" fascinosa per ottenere dagli altri favori e farsi dare ciò che vuole (caratteristica questa ereditata dalla madre), compresi molti regali costosi. Il suo demone erotico assume la forma d'una copia esatta di lei stessa che si viene a sovrapporre al suo vero io.
- Mamma Yamada (山田ママ?, Yamada mama)

Madre della protagonista. È estremamente popolare in tutto il quartiere, tanto da ricevere sempre molti doni da parte di vicini e conoscenti. È talmente bella e giovanile che alcune persone non riescono proprio a capacitarsi del fatto che possa avere già due figlie adolescenti.

### Famiglia Kosuda
- Takashi Kosuda (小須田 崇?, Kosuda Takashi):

Doppiato da: Atsushi Abe
Un tipo che passa decisamente inosservato, viene percepito da tutti come semplice e normalissimo, che non ha proprio nulla di speciale; la personificazione insomma della mediocrità. Non molto carino e piuttosto timido, riservato ed impacciato, ma in fondo un bravo ragazzo. Compagno di classe di Yamada, le cui eccessive attenzioni da parte sua gli fanno più paura che piacere. Vive assieme alla sorella maggiore Kazuki che studia già all'università.
È la cavia principale dei desideri lussuriosi di Yamada lungo tutto il corso della storia. Uno dei suoi hobby preferiti è la fotografia di paesaggi; soffre di vertigini ed è del tutto ignaro che la compagna lo desidera solo per poter liberarsi dalla sua verginità. Aiuta sempre chi è nel bisogno ed è cordiale e rispettoso, tranne a volte con Yamada che tratta duramente.
- Demone erotico di Kosuda (小須田のエロ神様?, Kosuda no ero-gami):

Doppiato da: Atsushi Abe
Una versione miniaturizzata di Takashi; indossa un accappatoio ed ha un aspetto rilassato. I suoi consigli si dimostrano però anche molto spesso del tutto inefficaci: è un demone poco motivato. Sembra quasi insensibile ai richiami dell'amore. Quando però Takashi ha un'erezione esce in piedi fuori dai suoi calzoni.
- Kazuki Kosuda (小須田 香月?, Kosuda Kazuki):

Doppiata da: Mamiko Noto
19 anni e sorella maggiore di Takashi, è una felice e spensierata studentessa universitaria al dipartimento d'educazione fisica. Anche se prende in giro il fratello, si preoccupa profondamente per lui. Si pone immediatamente come alleata nei confronti di Yamada, affinché "svezzi" il fratello. Lei non è di certo un tipo timido e va sempre in giro per casa semi svestita, nonostante la presenza del fratello adolescente e le sue obiezioni in proposito.
Avendo una natura molto maschile spesso risulta esser oggetto d'innamoramento per altre ragazze, le quali arrivano anche a regalargli la cioccolata per il giorno di San Valentino. Il suo demone erotico rimane un segreto.
- Mamma Kosuda (小須田母?, Kosuda mama):

Doppiata da: Kumiko Takane
Madre di Takashi e Kazuki.

### Famiglia Miyano
- Mayu Miyano (宮野 まゆ?, Miyano Mayu)

Doppiata da: Kana Hanazawa
Amica di infanzia e vicina di casa di Takashi, e segretamente innamorata di lui da sempre (anche se non ha mai osato confessarsi), fin da quando all'asilo Takashi e ha elogiato le doti culinarie cercando di compiacerla. Yamada la percepisce subito come la sua principale rivale, benché la ragazza non sembra minimamente rendersene conto.
Il suo primo vero amore è stato in realtà la sorella di Takashi, che da piccina scambiò per un ragazzo (il suo Principe Azzurro) a causa del suo aspetto caratteriale dal piglio forte e deciso.
È una timida e maldestra, ma procace, ragazza con gli occhiali; uno dei suoi hobby preferiti è la cucina. Una signorina molto dabbene che ogni fine settimana va a fare assistenza domiciliare infermieristica volontaria agli anziani del quartiere.
- Demone erotico di Miyano (小須田のエロ神様?, Miyano no ero-gami):

Doppiato da:Kana Hanazawa
A metà tra un piccolo angelo e una fata vestita con grazia, ha una personalità da mogliettina devota. Piccola ed innocente come lei: suggerirà a Mayu di baciare i biscottini che sta per regalare a Takashi così da riceverne un bacio indiretto (ma anche questo per lei risulta davvero molto imbarazzante e al limite dell'illecito).
- Mahiro Miyano (宮野 真尋?, Miyano Mahiro):

Fratellino di Mayu.

### Famiglia Kanejō
- Kyōka Kanejō (金城 京香?, Kanejō Kyōka)

Doppiata da: Yū Kobayashi
Kyōka Kanejō è una ricchissima ragazza trasferita dagli Stati Uniti, ossessionata dall'idea di diventare più popolare di Yamada fra i compagni di scuola. Ha sviluppato inoltre un malsano sentimento d'amor platonico e incestuoso nei confronti del fratello maggiore (di cui possiede un'intera collezione di foto con cui letteralmente tappezza la sua stanza).
Classifica se stessa come una perfezionista, un'autentica Yamato Nadeshiko capace di far tutto nel migliore dei modi, dallo sport alla cucina. Appena trasferitasi alla scuola di Yamada venne subito inserita nella lista delle finaliste al concorso di bellezza (per le sue indubbie qualità estetiche), ma perse l'occasione d'ottener il titolo di reginetta proprio a causa di Yamada: ciò le fa sviluppar un rancoroso desiderio di vendetta nei suoi confronti... come parte della sua strategia cercherà di rubargli Takashi. In definitiva lei e Yamada hanno la stessa personalità combattiva e sono affette entrambe da un forte complesso di superiorità, per questo non sembrano andar molto d'accordo tra loro. Il suo demone erotico indossa un abbigliamento da nobildonna medioevale ed è mancino.
- Keiichi Kanejō (金城 圭一?, Kanejō Keiichi)

Doppiato da: Tomoaki Maeno
Rappresenta l'oggetto dell'infatuazione per ogni donna, in quanto nessuna riesce a resistere al suo fascino. Si interessa a Yamada, con sommo dispiacere della sorella (traumatizzata dalla notizia rimase ben tre giorni barricata a letto nella sua stanza), in quanto è stata l'unica a non averlo immediatamente "venerato"... e questo gli fa ritener la sua conquista una sfida interessante. Continuerà a perseguitarla inesorabilmente; tanto che per toglierselo di torno Yamada gli dice che lei stessa ha bisogno di un ragazzo che sia vergine, al che lui l'assicura di esserlo (sorpresa, sorpresa!). Alla fine decide di diventar insegnante, sicuro d'ottener presto la fama di "maestro leggendario" e poi esser eletto "Ministro delle Scienze".
Studia ad Harward ed ha la stanza piena di prodotti sportivi: una personalità in definitiva molto bonaria. Sembra non abbia un proprio demone erotico (forse a causa del suo essere ancora scandalosamente vergine).
- Signora Ishihara (市原さん?, Ishihara-san):

Doppiata da: Kumiko Nakane
Cameriera di Kyōka. Trova le sue "attività" piuttosto strane ma cerca comunque di assecondarla.

### Altri
- Miharu Takeshita (竹下 美春?, Takeshita Miharu)

Doppiata da: Yui Horie
Miharu è la migliore amica e confidente di Yamada (si consulta sempre con lei per cercar di risolvere i suoi problemi di cuore), e nonostante il più delle volte tenti di porre un freno ai "bollenti spiriti" della compagna, spesso e volentieri le offre poi il suo aiuto nel tentativo di conquistar a sé Takashi. Ha un fidanzato più grande di lei, un universitario molto bello e amichevole, ma di cui esita a parlar (ha perso con lui la verginità subito dopo il diploma di scuola media) a causa delle vere e proprie oscenità che dice Yamada ai suoi riguardi: questa è difatti fermamente convinta che a letto sia proprio un animale.
A volte è oggetto d'invidia a causa della sua abbondanza di forme; ha infatti seni enormi taglia F e molto sensibili. È anche una buona amica di Mayu, avendo un gran rispetto per la sua innocenza; a volte inoltre si divertono a cucinare assieme. Lei possiede ben due demoni erotici protettori, uno in abito sexy discinto e l'altro vestito in perfetta tenuta d'affari.
- Daisuke Matsuo (松尾 大佑?, Matsuo Daisuke)

Doppiato da:Yutaka Koizumi
Fidanzato di Miharu, a cui dà di tanto in tanto consigli per Takeshi, per ciò che riguarda l'evolversi del suo rapporto con Yamada. Lavora part-time in una libreria; i suoi libri preferiti son quelli di letteratura russa, soprattutto Dostoevskij.
- Professoressa Akai (赤井先生?, Akai-sensei)

Doppiata da: Yūko Gibu
25 anni, single. Insegnante di Yamada, ne ascolta un giorno lo sfogo rimanendo scioccata nel sentirla parlare così apertamente di sesso. Per il suo modulo di orientamento professionale la ragazzina gli ha scritto come obiettivo primario da raggiungere al più presto: perdere la verginità.
Il suo demone erotico ha un visino puro ed innocente, il ritratto di sé stessa così com'era al liceo, ché non è mai cresciuta veramente.
- Professor Mori (森先生?, Mori-sensei)

27 anni, amico e collega di Akai, insegnante di economia domestica. Gran fumatore, gli piace mangiare.
- Mami Misato (三郷 まみ?, Misato Mami)

Doppiata da: Megumi Iwasaki
Compagna di classe di Yamada, con cui è in buoni rapporti. Miglior amica di Aoi fin dalla scuola media, è una personcina dalla figura minuta e coi capelli raccolti in trecce caratterizzata da una personalità brillante. Anche lei ossessionata dai ragazzi (il suo primo obiettivo è quello d'aver un fidanzato bello); è la prima a prender una cotta per Keiichi (incontrato alla festa dello sport) arrivando al punto d'entrar di nascosto in casa sua. Più tardi s'interessa ad un ragazzo effeminato di nome Mizuki.
- Mizuki Kawai (河合 みずき?, Kawai Mizuki)

Studente d'un'altra scuola. Carino abbastanza per esser scambiato spesso e volentieri per una femmina; è a conoscenza di tutte le cure per migliorare la freschezza della pelle, è inoltre informatissimo sui vari tipi di cosmetici in commercio.
- Aoi Katase (片瀬 葵?, Katase Aoi)

Doppiata da: Izumi Kitta
Amica di Mami fin dalle elementari. Ha un atteggiamento aspro verso i ragazzi, dopo esser stata fidanzata con uno che la tradiva sistematicamente.
- Kouta Akimoto (秋本 コウタ?, Akimoto Kouta)

Doppiato da: Kōta Ōshita
Una "cattiva compagnia" di Takeshi, con un ciuffo di capelli biondi sul davanti come Yamada. Prende una cotta per una ragazza ricca alla festa di Natale.
- Shun'ichi Kodō (工藤 俊一?, Kodō Shun'ichi)

Doppiato da: Yutaka Koizumi
Compagno di classe Kosuda con gli occhi stretti. Sviluppa una predilezione per Katase.
- Futoshi Kurokawa (黒川 太?, Kurokawa Futoshi)

Doppiato da: Fumihiro Matsui
Compagno di classe di Kosuda un po' sovrappeso.
- Kaori Sakai坂井 香織 (Sakai Kaori?)

Doppiata da: Miki Hase
Buona amica di Maki coi capelli lunghi e l'aspetto appariscente. Organizza una festa a casa sua in onore di Keiichi.
- Ishibashi

Doppiato da: Kōta Ōshita
Compagno di classe di Yamada coi capelli corti scuri.
- Maki Kobayashi (小林 真希?, Kobayashi Maki)

Doppiato da: Hiroko Kusunoki
Amica di Yamada, ha i capelli corti e piccole lentiggini sul viso. Sembra ben determinata a proseguir nella ricerca d'un ricco fidanzato.

## Media

### Manga
La serie è scritta e illustrata da Yōko Sanri. Il manga è uno yonkoma, cioè fatto di strisce di quattro vignette che si leggono dall'alto verso il basso. Il pilot è stato pubblicato sullo speciale Makaku della rivista Monthly Young Jump della Shūeisha e sul Weekly Young Jump nel 2003. Il manga è poi stato pubblicato regolarmente su Weekly Young Jump dal numero 20 del 2004 al numero 10 del 2011 (pubblicato il 3 febbraio 2011). I capitoli sono poi stati riuniti in nove tankōbon, il primo pubblicato il 18 febbraio 2005 mentre il nono il 16 luglio 2010.

### Anime
B gata H kei ha debuttato ufficialmente sui network televisivi KBS e Tokyo MX il 1º aprile 2010 e venne trasmetto settimanalmente per 12 episodi fino al 17 giugno dello stesso anno.
Funimation Entertainment ha ottenuto la serie in licenza e l'ha pubblicata negli Stati Uniti e in Canada con il sottotitolo Yamada's First Time il 31 gennaio 2012.

#### Colonna sonora
Sigla di apertura
Oshiete A to Z (おしえて A to Z? lett. "Insegnando dalla A alla Z") cantata da Yukari Tamura
Sigla di chiusura
Hadashi no princess (裸足のプリンセス?, Hadari no purinsesu, lett. "La principessa dei piedi nudi") cantata da Yukari Tamura
Un singolo contenente entrambe le sigle è stato pubblicato il 28 aprile 2010.